# 丸山裕一
丸山 裕一（まるやま ゆういち、1980年4月11日 - ）本名、塩津 正幾（しおづ まさき）は、日本の俳優である。三重県出身（生まれは大阪）。身長167cm。血液型B型。
所属のぱれっとよりフリーランスに。
2021年より AHF production に所属。

## 来歴・人物
1996年 大阪で舞台・時代劇・VP・CM等を始める。
東映の監督、荒井岱志や俳優、月形哲之介より殺陣を指導される。
色々な事に挑戦しており映画ラストパンクヒーローでは助監督としてクレジットにのる。
映画 「第三病棟の鬼」 ではメイキングカメラを担当。
韓国の女優と交流があり、韓国のドラマの撮影現場にも足を運んでいる。
ロサンゼルスでは唐突に神田瀧夢に連絡、アクション指導をしてもらう。

## 出演

### MV
- プレイボーイ／藤森慎吾   (2021年)

### CM
- 美容院(1996年)
- オープンテクノ（2005年）
- ぴたっとハウス（ラジオCM）（2007年）
- TX「携帯懸賞サイト名称募集」（2009年）
- 赤穂化成「脂対策水」（ラジオCM）（2011年）
- iDC大塚家具（2009年 - 2013年）
- ハイネケン campaign（2009年 - 2012年）
- 伊勢志摩サミット（2015年）
- Amazon(2017年 - 2018年)
- ジャパンマテリアル（2018年 - 現在）

### テレビ
- 木曜劇場・ムコ殿（2001年、フジテレビ） 少年小峰役
- 金曜エンタテイメント・山村美紗サスペンス・赤い霊柩車シリーズ・(17)毎月の脅迫者（2003年、フジテレビ） 野村刑事役
- 空飛ぶグータン〜自分探しバラエティ〜（2005年、フジテレビ） #7
- くろもの（2007年、VISON CAST、監督:坂口拓） カズヤ役
- ZERO（2008年、MTV JAPAN、監督:中尾浩之） 佐々木あきら役
- 心の旅へ（2009年、テレビ東京）
- 티아라의 꽃미남들（2011年、SBS FunE）　第2話
- 水曜ドラマ・ダーティ・ママ!（2012年、日本テレビ） 第4話
- パナソニック ドラマシアター・ハンチョウ〜警視庁安積班〜（2012年、TBS） 第5話
- あしたのshow(2017年、MXTV)#19 司会者
- 異世界居酒屋のぶ(2022年、 WOWOW、監督:品川ヒロシ) S2 #10 商人役

### 映画・Vシネマ
- 難波金融伝ミナミの帝王11 〜嘆きのニューハーフ〜（1998年、監督:萩庭貞明・西村昭五郎）
- 日本極道史 野望の軍団（1999年、監督：石原興 、岩清水昌弘）
- 梟の城（1999年、監督：篠田正浩）
- プラトニックセックス（2001年、東宝、監督:松浦雅子）
- 雀鬼くずれ（2003年、監督:服部光則）
- ワン・ショット・トゥ・ラブ〜走れ!カメラ小僧!!〜（2005年、監督:松岡寛）古屋のぶてる役
- 青空の記憶（2007年、監督:樹カズ）
- 秘メ煙（2007年、監督:多積正之）
- ジャバラ姉妹（2007年、監督:丸幸徳）アポロ役
- 《a》symmetry アシンメトリー（2008年、監督:佐藤徹也）
- ハングリーハート1（2009年、監督:市川徹）赤石譲司役
- ハングリーハート2（2009年、監督:市川徹）赤石譲司役
- ほっこまい高松純情シネマ（2009年、監督:高嶋弘） 川村浩史役　さぬき映画祭2007優秀企画・2008奨励賞
- ラストパンクヒーロー（2009年、監督:丸幸徳、助監督:丸山裕一）たかし役
- ゆっくりしてけよフェアリーテール（2010年、監督:中村公彦）横浜正一役
- 麻雀王子（2010年、監督:久保寺和人）河野役
- いつか見る富士山（2011年、監督:阿部誠）高橋浩一役 第3回富士山河口湖映画祭シナリオグランプリ
- さくら、さくら（2011年、監督:市川徹）
- TAKAMINE〜アメリカに桜を咲かせた男（2011年、監督:市川徹）Japan Film Festival Los Angeles 2011
- カルト（2013年、監督:白石晃士）
- ブラインド・テイスティング（2015年、監督:細井尊人）ショートショート フィルムフェスティバル & アジア 2015
- グレイクロウ（2015年、監督:阿部誠）
- KUHANA（2016年、監督:秦建日子）
- モンキードラゴン危機一髪（2017年、監督:阿部誠）犬飼役
- 虹色のカフェ（2017年、監督:丸幸徳）海斗役
- Ms-ミズ-（2017年、監督:藤本楓)
- The Ghost in you（2017年 - 現在、監督:新竹蟹蔵）ヨシオ役
- 吉備津彦と百襲姫（2017年 - 未定、監督:樋口仁美）
- 津山城下町〜文太がゆく（2022年 - 未定、監督:市川徹）

### ナレーション
- DMMぱちタウン　番組ナレーション
- 大洋株式会社　組み立て家具

### 雑誌
- 折りたたみ自転車＆スモールバイクを楽しむ!!（2009年、辰巳出版）
- 自転車日和vol.10（2009年、辰巳出版）

### ラジオ
- 梨華と裕一のエンタメネット21（FM世田谷）（2007年）

### ステージ
- 素敵な未来をあなたにプレゼント（2016年12月）
- 転移（2000年8月）
- ?（1999年）
- ?（1999年）
- 僕の人生バラバラバラ（1999年）
- 御一新の風（1998年　演出：松尾正武）
- 殺陣師段平（1997年　演出：荒井岱志）